# Attention
„Attention” е песента на Литва за „Евровизия 2014“.
Автори на песента са Викторас Ваупшас и Вилия Матачунайте, която е и избрана за литовски представител на конкурса сред няколко кандидати на 1 март 2014 година.

## Любопитно
Идеята за песента идва, когато певицата е в Лондон:
| „ | През юни, както си ходех по улицата вечерта, започнах да си тананикам мелодията. Скоро започнах да а разработвам. Когато дойдох в Литва, ми предложиха да помисля за „Евровизия“. Помислих, защо не, в края на краищата имах прилична песен. Предложих 3 песни и продуцентите харесаха най-много тази. За мен е чудесно. че песента ми ще се чуе не само в Литва, но и в цяла Европа. | “ |